# Jozef Schils
Jozef Schils, o también Jos, Jef o Josef (Kersbeek-Miskom, Kortenaken, 4 de septiembre de 1931 - Lieja, 3 de marzo de 2007) fue un ciclista belga, que fue profesional entre 1951 y 1965. Durante su carrera profesional consiguió un total de 108 victorias, siendo las más destacadas la Pariera-Tours, la Nokere Koerse, dos ediciones del Gran Premio Stad Zottegem y una del Gran Premio de Isbergues. También fue campeón de Bélgica de ciclismo en ruta el 1952.

## Palmarés
- 1950
  - Vencedor de una etapa a la Vuelta en Bélgica amateur
  - Vencedor de una etapa a la Vuelta a Limburg amateur
- 1952
  - Campeón de Bélgica en ruta
  - Vencedor de una etapa del Tour de Romandía
- 1953
  - 1º en la París-Tours
  - 1º en la Premio Nacional de Clausura
- 1954
  - 1º en De Drie Zustersteden
- 1955
  - 1º en la Nokere Koerse
- 1956
  - 1º en la Copa Sels
  - 1º en la Bruselas-Ingooigem
- 1958
  - Vencedor de una etapa de la Vuelta a los Países Bajos
- 1959
  - Vencedor de 2 etapas de la Vuelta a Levante
- 1960
  - 1º en el Gran Premio de Isbergues
  - 1º en el Gran Premio Stad Zottegem
  - 1º en la Flèche Hesbignonne
  - Vencedor de 2 etapas de la Vuelta a Bélgica
- 1962
  - 1º en el Gran Premio Stad Zottegem
  - 1º en la Flèche Hesbignonne

### Resultados en el Giro de Italia
- 1952. Abandona (2ª etapa)
- 1955. Abandona (2ª etapa)
- 1959. Abandona